# Enzo Concina
Enzo Concina est un joueur et entraîneur italo-canadien de soccer né le 21 juin 1962 à Prato Carnico en Italie. Défenseur central international canadien, il est entraîneur adjoint de l'Impact de Montréal en MLS.

## Biographie
Enzo Concina nait en Italie dans le Frioul puis sa famille rejoint le Canada et l'Ontario alors qu'il n'a que 4 ans.

### Carrière de joueur
Jeune adulte, il rejoint l'Italie et joue 13 années pour des clubs de deuxième, troisième et quatrième divisions.

### Carrière d'entraîneur
En 2010, il rejoint le personnel technique du SSC Naples au côté de l’entraîneur italien Walter Mazzarri.
Le 3 mars 2014, Concina rejoint le DC United à titre d'entraîneur adjoint de Ben Olsen tout en demeurant scout pour l'Inter Milan.
Le 19 janvier 2015, Concina est nommé entraîneur adjoint de l'Impact de Montréal.

## Palmarès
Impact de Montréal
- Championnat APSL : 1994